# Новицкий, Павел Анатольевич
Павел Анатольевич Новицкий (6 апреля 1989, Кишинёв) — российский футболист, защитник.

## Карьера
В 2007 году окончил НОУ Центр спорта и образования «Локомотив» Москва. Начал карьеру игрока в 2007 году в клубе второго дивизиона «Ника» (Москва). С 2008—2010 выступал за дубль московского Локомотива (сыграл 13 матчей). В 2010 году второй круг провел в клубе «Ника», сыграл 14 матчей. В марте 2011 года подписал контракт с самарским клубом «Крылья Советов» на 1,5 года. Играя за дубль, за основной состав он заявлялся десять матчей как запасной игрок и лишь в 13 туре в игре с «Кубанью» дебютировал в Премьер-лиге.